# Коныртау (село)
Коныртау (каз. Қоңыртау) — упразднённое село в Аягозском районе Абайской области Казахстана. Входило в состав Акшатауского сельского округа. Код КАТО — 633443500. Исключено из учётных данных в 2023 году.

## Население
В 1999 году население села составляло 213 человек (109 мужчин и 104 женщины). По данным переписи 2009 года, в селе проживали 174 человека (97 мужчин и 77 женщин).